# Loxley (Alabama)
Pour les articles homonymes, voir Loxley.
Loxley est un village du comté de Baldwin, dans l'État américain de l'Alabama.
Elle fait partie de l'aire micropolitaine de Daphne–Fairhope–Foley.

## Géographie
Loxley se trouve à 30°37'24.600" Nord et 87°45'17.035" Ouest.
D'après le bureau de recensement des États-Unis, la ville couvre une superficie de 6,3 km2, dont 6,2 km2 terrestre et 0,1 km2 sont de l'eau (soit 1,23 %).

### Climat
| Mois                                  | jan.     | fév.     | mars    | avril   | mai     | juin    | jui.    | août    | sep.    | oct.    | nov.    | déc.     | année    |
| ------------------------------------- | -------- | -------- | ------- | ------- | ------- | ------- | ------- | ------- | ------- | ------- | ------- | -------- | -------- |
| Température minimale moyenne (°C)     | 4        | 5        | 8       | 12      | 16      | 20      | 22      | 22      | 19      | 13      | 8       | 5        | 12,9     |
| Température moyenne (°C)              | 10       | 12       | 15      | 18      | 23      | 26      | 27      | 27      | 25      | 19      | 15      | 11       | 19       |
| Température maximale moyenne (°C)     | 16       | 18       | 22      | 25      | 29      | 32      | 33      | 32      | 31      | 27      | 22      | 17       | 25,3     |
| Record de froid (°C) date du record   | −16 1985 | −12 1951 | −8 1943 | −3 1940 | 5 1971  | 9 1984  | 13 1967 | 14 1992 | 3 1967  | −1 1952 | −7 1940 | −13 1962 | −16 1985 |
| Record de chaleur (°C) date du record | 28 1957  | 29 1944  | 32 1939 | 34 1987 | 37 1953 | 39 1954 | 39 2000 | 40 1947 | 39 1954 | 36 1937 | 32 1935 | 28 1951  | 40 1947  |
| Précipitations (mm)                   | 156      | 129      | 176,3   | 114     | 126,2   | 138,2   | 212,6   | 170,4   | 163,3   | 93      | 140,7   | 105,4    | 1 725,1  |

## Population et société

### Démographie
D'après le recensement de 2000, il y avait 1 348 personnes, réparties en 562 ménages et 375 familles. La densité de population était de 98,0 hab./km2. Le tissu racial de la ville étaient de 90,58 % de Blancs, 5,34 % d'Afro-américains, 0,82 % d'Amérindiens, 0,52 % d'Asiatiques, 1,71 % d'autres races, et 1,04 % de deux races ou plus. 2,89 % de la population était hispanique ou latino.
Il y avait 228 ménages dont 30,3 % avaient des enfants de moins de 18 ans, 45,6 % étaient des couples mariés, 17,1 % étaient constitués d'une femme seule, et 33,3 % n'étaient pas des familles. 29,4 % des ménages étaient composés d'un seul individu, et 14,9 % d'une personne de plus de 65 ans ou plus. Les tailles moyennes d'un ménage et d'une famille sont respectivement de 2,42 personnes et 2,98 personnes.
La répartition de la population par tranche d'âge est comme suit : 24,50 % en dessous de 18, 7,20 % de 18 à 24, 27,4 % de 25 à 44, 21,9 % de 45 à 64, et 19,0 % au-dessus de 65 ans ou plus. L'âge moyen est de 40 ans.
Le revenu moyen d'un ménage dans la ville est de 22 375 dollars, et le revenu moyen d'une famille est de 28 125 dollars.
| 1960 | 1970 | 1980 | 1990  | 2000  | 2010  |
| ---- | ---- | ---- | ----- | ----- | ----- |
| 831  | 859  | 804  | 1 161 | 1 348 | 1 632 |

### Éducation
Il y a deux écoles à Loxley, la Central Baldwin Middle School et la Loxley Elementary school, qui vont de la maternelle au 6e grade. La Central Baldwin Middle School est aussi un collège (6-8).
Ces écoles font partie du système scolaire du comté de Baldwin.

## Politique et administration
La ville est dirigée par un maire élue au suffrage universel direct et par conseil municipal qui sont tous deux renouvelés tous les quatre ans.

## Culture et patrimoine
Chaque printemps se déroule le Baldwin County Strawberry Festival.
L'église catholique Saint-Patrick de Loxley, construite en 1924, est inscrite au Registre national des lieux historiques.